# Parachela cyanea
Parachela cyanea är en fiskart som beskrevs av Kottelat, 1995. Parachela cyanea ingår i släktet Parachela och familjen karpfiskar. Inga underarter finns listade i Catalogue of Life.